# 佐藤隆広
佐藤 隆広（さとう たかひろ、1970年 - ）は、日本の経済学者。神戸大学経済経営研究所教授。
主な研究領域は開発経済学。
現在の研究課題はインドの経済改革とインドの労働市場に関する研究。

## 略歴

### 学歴
- 1993年 3月 - 同志社大学商学部卒業
- 1995年 3月 - 同志社大学大学院商学研究科博士課程前期修了
- 1999年 3月 - 同志社大学大学院商学研究科博士課程後期単位取得退学
- 2002年 9月 - 大阪市立大学より博士（経済学）

### 職歴
- 1999年 4月 - 福岡大学商学部貿易学科専任講師（国際貿易論担当）
- 2001年 4月 - 大阪市立大学大学院経済学研究科助教授（経済開発論担当）
- 2004年 3月 - カリフォルニア大学バークレー校南アジア研究センター客員研究員（～11月）
- 2007年 4月 - 大阪市立大学大学院経済学研究科准教授（経済開発論担当）
- 2008年 4月 - 神戸大学経済経営研究所准教授
- 2011年 6月 - ジャワハルラール・ネルー大学・ジャワハルラール・ネルー高等研究所フェロー（2012年4月まで）
- 2012年 4月 - 神戸大学経済経営研究所教授